# Столетово (област Стара Загора)
 За За другото българско село с име Столетово вижте Столетово (Област Пловдив).  
Столетово е село в Южна България. То се намира в община Опан, област Стара Загора.

## География
Намира се на 40 км южно от град Стара Загора, между селата Бяло Поле и Васил Левски.

## Редовни събития
Известни личности от с. Столетово – Курти Куртев, бивш кмет на селото и Бързьо Стратиев, строителен инженер, работил дълги години в Стара Загора